# STAR, Bonifacio Echeverría S.A.
La STAR, Bonifacio Echeverría S. A., va ser una empresa dedicada a la fabricació d'armes, especialment d'armes curtes. Tenia la seva seu a la localitat guipuscoana d'Eibar al País Basc i enfonsava les seves arrels en la tradició de fabricació d'armes que té aquesta ciutat i en general tota la comarca del Baix Deba.
La tradició de fabricació d'armes, juntament amb la fama internacional de l'acer espanyol, va portar a aquesta indústria a tenir un gran mercat i un bon nombre de seguidors i entusiastes dels seus productes, sobretot als Estats Units i el Canadà, especialment de la pistola, que s'ha mantingut molt temps després que la Star hagi desaparegut. Les armes de la Star han format part de l'armament oficial de l'exèrcit i les policies d'Espanya i de molts altres països.
El subfusell que fabricava, en qualsevol de les seves diferents versions al llarg del temps, era bàsic en la complementació de qualsevol cos que utilitzés armes curtes com a part de la seva dotació habitual, simple, lleuger i eficaç. Va ser el preferit de molts policies i militars.

## Història
A la fi del segle xix José Cruz Echeverría, pare del Julián Echeverría i de Bonifacio, tenia un taller on fabricava armes d'avantcàrrega.
Els dos fills van seguir en la fabricació d'armes i Julián va patentar un sistema de pistola automàtica que van començar a fabricar sobre 1905. En 1908 llancen al mercat una pistola basada en un model de 1900 de la casa Mannlicher amb un calibre de 6.35 mm. Julián Echeverría va abandonar l'empresa en fer-se càrrec de la direcció de l'Escola d'Armeria, mentre el seu germà Bonifacio va ampliar i va millorar les instal·lacions. En 1914 va sortir el model 1914 (notar que el nom del model i l'any de llançament són el mateix, això és una característica que es mantindria en tota la història de l'empresa) que bàsicament era una millora del model anterior, sobretot en la part ergonòmica. Aquest model seria l'escollit per l'exèrcit francès en una versió de calibre 7,65 mm. Fou anomenat Pistolet automatique, type Star.

### S'adopta el nom comercial STAR
En 1919 es va col·locar el nom STAR en totes les armes que es fabricaven i es van registrar també les marques Izarra i Estrella (les tres paraules, en anglès, castellà i basc volen dir el mateix). La primera pistola que es va fabricar en prototip es deia Izarra.
El final de la Primera Guerra Mundial va portar a la cancel·lació de les comandes que tenien de França i es va buscar la sortida comercial de clonar el Colt 1911.
Es va decidir canviar la ubicació de les instal·lacions i es van construir nous pavellons de Torrekua, començant-se a fabricar subfusells i un altre tipus d'armament a més de les pistoles.

### De la Guerra Civil als anys 70
El 13 d'abril de 1931, Eibar s'avança a la resta de les ciutats espanyoles i proclama la Segona República. STAR segueix en la fabricació d'armes i exporta la majoria de la producció, dedicant una bona part d'ella a subministraments per a l'exèrcit de diversos països.
Durant la Guerra Civil, Eibar va quedar en la part lleial al govern de la República fins que va caure a l'abril de 1937. La STAR va passar a les mans dels insurrectes i després de la guerra es recupera la producció. Els subfusells Si35 i TN35, que es van fabricar en els anys 1930, foren els pioners d'una sèrie que arribaria fins als anys 1990. Van servir en la Guerra Civil Espanyola però no van tenir èxit al mercat internacional, fonamentalment anglès i nord-americà, per la seva complexitat.
Li va seguir el Z45, que va ser el subfusell reglamentari de l'Exèrcit espanyol per molts anys, fins que va ser substituït pel Z62. El Z45, molt semblant al MP40 alemany, muntava culata de fusta, en alguns models solta i en uns altres curta, i també una petita culata extensible. Es va exportar a molts països, com Xile, Cuba, Portugal i Aràbia Saudita.
Amb l'experiència aconseguida amb el Z45, a la fi dels anys 50 es va començar a desenvolupar una nova generació de subfusells que es comercialitzaria en 1963 i s'anomenaria Z62, per al model que utilitzava munició de calibre 9 mm. Parabellum (Luger), Z63 pel qual utilitzava 9mm llarg (9mm Bergmann-Bayard) (al final es va denominar Z62 a tots dos models). Es caracteritzava per una major simplicitat de maneig, tant durant el combat com per a finalitats d'ensinistrament, alhora que s'assegura la seva gran robustesa i seguretat de funcionament. Va substituir al Z45 com a arma reglamentària de l'exèrcit espanyol fins a 1970. Pesava 2,650 kg sense carregador i tenia una cadència de foc de 550 trets per minut.
Una modernització del producte va donar lloc al Z-70 i a la seva variant Z-70B, la diferència fonamental de la qual estava en la forma de seleccionar la manera de tir, semiautomàtic o automàtic, que en el Z70 s'efectua mitjançant un gallet disparador de dues llunes (si s'estrenyen ambdues, el tir és automàtic) i en la variant B mitjançant una palanqueta lateral. D'altra banda és molt semblant al seu antecessor. El Z70 es va realitzar només per a munició del calibre 9 mm. Parabellum (Luger).
Un 1975 va sortir el Z75 que és la tercera, i última, generació de subfusells de la STAR. Incorporava característiques modernes semblants al M23/25 txec i s'assemblava superficialment a l'Uzi. Es va realitzar només per a munició del calibre 9 mm. Parabellum (Luger).
L'evolució del Z75 va donar lloc al Z84, que es va fer en calibres de 9 mm Parabellum (Luger) i 9 mm. Llarg (Bergmann-Bayard). Encara que es va declarar com a arma oficial de l'exèrcit, per substituir als Z70, i sembla que es van adquirir algunes unitats, pel que sembla no es va arribar a distribuir, ja que es va passar dels Z70 als MP-5 i G36 estrangers. La selecció de tipus de tir es realitzava amb un botó lateral i tenia una cadència de 550 trets per minut. Es va exportar a diversos països estrangers, tant per als exèrcits com per a la venda comercial.

### La crisi i el tancament
En els anys 1980 llancen el model de subfusell Z-84 basat en una versió anterior anomenada Z-75, que es diferenciava dels anteriors en la utilització de material plàstic per a la seva realització, la qual cosa alleugeria el pes i li donava més fiabilitat. En pistoles es desenvolupa la sèrie S que es caracteritza per tenir una armadura d'alumini, amb el que es redueix considerablement el pes de l'arma, una capacitat de càrrega de 15 cartutxos i de ser de doble acció, com el revòlver, la qual cosa permetia que es pogués disparar sense carregar l'arma.
La conjuntura internacional i l'entrada d'Espanya en la Comunitat Econòmica Europea, així com la relaxació de la direcció al jubilar-se Bonifacio Echeverría i caure aquesta en un gabinet poc motivat, van portar a l'empresa a endeutar-se.
L'empresa tenia l'any 1975 una plantilla de 411 treballadors que havia quedat en 141 l'any 1993. Davant la situació en la qual es troba l'empresa es planteja el reduir aquesta plantilla a la meitat.
El gener de 1992 Alberto García de Salazar Cámera és nomenat Director General que troba l'empresa en una situació de suspensió de pagaments i amb una fabricació d'unes 1.200 armes al mes. El principal mercat seguia sent el dels Estats Units al que s'accedia mitjançant la distribuïdora Interarms. La gestió realitzada per García de Salazar fa que es recuperi la producció, arribant a 3.200 armes al mes en 1993, i es resolguin, mitjançant renegociació, els deutes amb les institucions i els proveïdors. Realitza un acord amb "Interarms" i intenta potenciar el mercat interior amb ajuntaments i autonomies.
Entre 1992 i 1994 es desenvolupen i fabriquen nous productes, una pistola d'armadura de poliester (primera a Espanya i quarta al món), una pistola de calibre 9 mm d'inferior grandària i de gran capacitat i una pistola compacta destinada a les forces i cossos de seguretat. També s'avança en processos de fabricació (com "Moulding Injection Metal") i utilització de nous materials.
El gener de 1993 comença el procés de fusió amb "Astra, Unceta y Compañía" que és presentat al Govern Basc el 24 de juny i rebutjat per aquest al no incloure a la marca vitoriana "Llamas, Gabilondo y Compañía". La direcció de Star renúncia a la fusió i intenta acords amb "Interarms" i la SPRI perquè participessin en l'empresa i en el desenvolupament dels nous projectes, especialment el de distribució per a Sud-amèrica amb "ROSSI" i la fabricació amb "HK" d'un fusell d'assalt a Espanya.
En 1994 la situació de l'empresa havia millorat força arribant-se a produir 8.200 armes més i obtenint bons resultats econòmics. Al desembre d'aquest any la Junta d'Accionistes rebutja el pla que presenta la Direcció general i arriba a un acord amb Astra per a la fusió. García de Salazar deixa la Star a l'abril de 1995.
El control de les accions passa al Govern Basc, que juntament amb altres socis privats (que tenien un total del 46% de les accions) es plantegen el realitzar el rellançament de l'empresa. Les accions del govern passen a les mans dels treballadors i el president del Comitè d'empresa, pertanyent al sindicat ELA-STV, es converteix en el gerent Luis Maria Aranberri i Alberto Pérez passen a dirigir l'empresa. Es fa una llista d'acomiadaments, que afecta fonamentalment a treballadors dels sindicats Comissions Obreres d'Euskadi i Unió General de Treballadors. Aquesta posició d'ELA és recolzada pel sindicat LAB, mentre que el Govern Basc s'inhibeix.
L'acomiadament és denunciat pels sindicats afectats davant els tribunals de justícia, el 27 de febrer de 1997 se celebra el judici en el qual es dona la raó als demandants i s'obliga a l'empresa a readmetre als treballadors acomiadats. L'empresa respon amb el tancament de STAR, el 27 de maig de 1997 deixant un deute immens, als treballadors una mitjana de 5 milions de pessetes a cadascun d'ells.
Acollint-se al pla de reestructuració de l'arma curta que proposa el Govern Basc en el qual es planteja la reunificació de les tres empreses de fabricació d'armes curtes existents a Euskadi, les "restes" de STAR, mantenint les seves patents, s'uneixen a l'empresa de Gernika ASTRA, Unceta y Compañía S.A., l'empresa de Vitòria "Llama, Gabilondo y Cia." queda fora d'aquesta acció, fundant ASTAR (ASTAR = AStra + sTAR) i establint les seves instal·lacions a Amorebieta; per a això cada treballador va deure invertir 1 milió de ptes. ASTAR no va arribar a culminar l'any de vida.
Una petita part dels treballadors de la STAR van muntar una petita empresa de reparació de pistoles anomenada Iparguns, amb seu a Eibar.

## Producció i models

### Pistoles
- 1905: patent d'una pistola semiautomàtica del tipus hammerless calibre 6,35mm.
- Model 1908: còpia del Mannlicher Model 1901 en 6,35 mm.
- Model 1914: pistola del tipus Ruby calibre .25 ACP, sistema Mannlicher millorat calibre 7,65 mm per a l'exèrcit francès.
- Izarra: pistola del tipus hammerless calibre .25 ACP, produïda entre 1905 i 1906 en petites sèries. En .32 ACP de 1914 fins a 1921 de tipus Ruby.
- Estrella: Model 1908, produït entre 1908-1914, de pistoles Mannlicher.
- Model Star 1919: Star mod. 1919, calç 7,65mm i 6,35mm, sistema Mannlicher, molt compacte, conegut com a pistola dels sindicalistes de la CNT (anarquista) i UGT (socialista).
- Model Star 1920: pistola d'ordenança de la Guàrdia Civil.
- Model Star 1921: Desena generació de les pistoles d'ordenança de la Guàrdia Civil. Forta variació del Model 1920. No hi ha més seguretat del percutor sobre la culata, es torna a forjar el canó perquè sigui més resistent, una seguretat del carregador, un aspecte que s'assembla al Colt M1911.
- Model STAR A-40 o Model Star 1922: pistola semiautomàtica de simple acció del 9mm llarg, produïda entre 1921 i 1945, pistola reglamentària de la Guàrdia Civil.

- Model Star 1931:
- Model Star IN-1934: calibre 9mm curt, sistema Mannlicher, fabricat per a la policia.
- Model Star A Super:
- Model Star B:
- Model Super-Star: pistola de simple acció produïda de 1946 a 1983. Va ser una fita en la fabricació de l'empresa.
- Model SUPER-S: pistola idèntica a la Super-Star en calibre .380 ACP i de dimensions molt reduïdes.
- Model Star BG:
- Model Star BKS:
- Model Star BM:
- Model Star BKM: pistola de simple acció 9mm Parabellum, produïda de 1972 a 1997, model idèntic al STAR BM però amb armadura realitzada en alumini d'aviació.
- Model Star C:
- Model Star D:
- Model Star I:
- Model Star F:
- Model Star H:
- Model Star I:
- Model Star M:
- Model Star P:
- Model Star S: pistola de simple acció .380 ACP produïda de 1940 a 1983, rensamblat del Model A, però en molt petites dimensions. Modelo S per a ús militar.
- Model Star SS: pistola de simple acció .380 ACP produïda de 1940 a 1983, rensamblat del Model A, però en molt petites dimensions. Modelo S destinat al mercat civil.
- Model Star M28:
- Model Star M30:
- Model Star M31:
- Model Firestar:
- Model Ultrastar:
- Model Megastars:
- Model Star Model 316:

### Subfusells
- Models Si35, RU35 i TN35: Aquests models es diferencien per la cadència de tir i disseny d'alguna peça. Usats en la guerra civil espanyola.
- Model Z-45: Conté parts de fusta (culata i guardamà) i hi ha una versió de culata plegable similar al MP40 alemany. S'incorpora el carregador de 30 bales. Va servir a Espanya, Cuba, Xile, Portugal i Aràbia Saudita. És utilitzat per primera vegada en combat en la Guerra d'Ifni.
- Models Z-62 i Z-63: Entren en servei en 1963 i la seva diferència més notòria és que el Z-62 usa munició del 9 llarg i el Z-63 munició de 9mm Parabellum. Tenen diferències de disseny intern, però per fora són pràcticament idèntics. No hi ha parts de fusta i són completament metàl·lics, la qual cosa els fa molt més robusts.
- Models Z-70 i Z-70B: S'adopta en aquests models el calibre 9mm Parabellum després de l'ingrés d'Espanya a l'OTAN i tots dos models incorporen el carregador de 30 bales.
- Model Z-75: S'incorporen materials plàstics per alleugerir l'arma. Canvia radicalment el disseny i se sembla l'Uzi. Es fan millores de disseny en els mecanismes.
- Model Z-84: S'equipa amb algunes unitats a l'Exèrcit espanyol, perquè se suposa que el Z-84 substituiria als antics models, però va ser relegat pel P-5. També es va fabricar una versió comercial del 9 Llarg. Carregadors de 20 i 30 bales.

Entre la tropa de l'exèrcit espanyol, aquesta arma és coneguda col·loquialment com «la Zeta».

### Pistola Star model 1919. Model «Sindicalista»
En 1919 Bonifacio Echeverría s'interessava per la patent de la casa belga Fabrique Nationale sobre la pistola Colt Md. 1911. La seva intenció era realitzar una millora per produir una pistola més al gust d'Eibar.
Echeverría va crear una pistola de calibre 6,35mm que va servir de base a altres models. Amb una armadura clarament inspirada en el Colt i una corredera que recorda a la italiana Beretta.
Per 1929 s'havien desenvolupat models amb calibres de 6,35mm, 7,65mm i 9mm. La de calibre 7,65mm, denominada «model policia», va començar a ser utilitzada pels sindicalistes de la CNT a Barcelona i Saragossa. Es va estendre ràpidament a causa de la seua petita mida, que permetia portar-la penjant pel camal dels pantalons lligada a una corda. Per accedir a elles es realitzava un forat en la butxaca.

## Codi i any de fabricació
Després de 1927, totes les armes espanyoles que es proven al Banc de Proves Oficial d'Eibar són marcades amb enregistrament, normalment feta sobre l'armadura, en la qual apareix l'any de fabricació codificat en lletres.
Taula de correspondència entre lletres i anys de fabricació.
| Codi | Any  | Codi | Any  | Codi | Any  |
| ---- | ---- | ---- | ---- | ---- | ---- |
| A    | 1927 | A1   | 1955 | A2   | 1981 |
| B    | 1928 | B1   | 1956 | B2   | 1982 |
| C    | 1929 | C1   | 1957 | C2   | 1983 |
| CH   | 1930 | CH1  | RIEN | CH2  | RIEN |
| D    | 1931 | D1   | 1958 | D2   | 1984 |
| E    | 1932 | E1   | 1959 | E2   | 1985 |
| F    | 1933 | F1   | 1960 | F2   | 1986 |
| G    | 1934 | G1   | 1961 | G2   | 1987 |
| H    | 1935 | H1   | 1962 | H2   | 1988 |
| I    | 1936 | I1   | 1963 | I2   | 1989 |
| J    | 1937 | J1   | 1964 | J2   | 1990 |
| K    | 1938 | K1   | 1965 | K2   | 1991 |
| L    | 1939 | L1   | 1966 | L2   | 1992 |
| LL   | 1940 | LL1  | RIEN | LL2  | RIEN |
| M    | 1941 | M1   | 1967 | M2   | 1993 |
| N    | 1942 | N1   | 1968 | N2   | 1994 |
| ñ    | 1943 | ñ1   | 1969 | ñ2   | 1995 |
| O    | 1944 | O1   | 1970 | O2   | 1996 |
| P    | 1945 | P1   | 1971 | P2   | 1997 |
| Q    | 1946 | Q1   | 1972 | Q2   | 1998 |
| R    | 1947 | R1   | 1973 | R2   | 1999 |
| S    | 1948 | S1   | 1974 | S2   | 2000 |
| T    | 1949 | T1   | 1975 | T2   | 2001 |
| U    | 1950 | U1   | 1976 | U2   | 2002 |
| V    | 1951 | V1   | 1977 | V2   | 2003 |
| X    | 1952 | X1   | 1978 | X2   | 2004 |
| Y    | 1953 | Y1   | 1979 | Y2   | 2005 |
| Z    | 1954 | Z1   | 1980 | Z2   | 2006 |